# Mad World (Michael Andrews)
Mad World è un singolo di Michael Andrews del 2003, cover dell'omonimo brano dei Tears for Fears.

## Composizione e pubblicazione
A vent'anni dall'uscita Mad World fu inciso con un nuovo arrangiamento da Michael Andrews e la voce di Gary Jules per la colonna sonora di Donnie Darko. Tale cover fu in seguito usata in diverse colonne sonore tra cui quella delle serie Squadra Speciale Cobra 11, CSI, Valle di luna, E.R. - Medici in prima linea, Jericho, Judging Amy, Medical Investigation, Cold Case, Nip/Tuck, Helix, Testimoni silenziosi, The L Word, Smallville, Third Watch, La città verrà distrutta all'alba, The Cleveland Show, Senza traccia e Riverdale  la pubblicità del videogioco Gears of War e anche in una scena dell'atto terzo della campagna e nella mappa ingorgo del multiplayer in Gears of War 3 in un'inedita versione strumentale, nella pubblicità della quarta stagione di The Walking Dead. 

## Accoglienza
Il 18 settembre 2012 in Italia il brano fu certificato disco d'oro per le 15 000 copie vendute. Mad World riuscì anche a entrare al primo posto in classifica la settimana di Natale nel Regno Unito.

## Classifiche
| Classifica       | Posizione massima |
| ---------------- | ----------------- |
| Australia        | 28                |
| Austria          | 13                |
| Belgio (Fiandre) | 23                |
| Danimarca        | 2                 |
| Francia          | 36                |
| Italia           | 23                |
| Nuova Zelanda    | 37                |
| Paesi Bassi      | 4                 |
| Regno Unito      | 1                 |
| Svezia           | 10                |
| Svizzera         | 23                |